# DAF 44
la DAF 44 è una piccola autovettura prodotta dalla casa automobilistica olandese DAF dal 1966 al 1974, in sostituzione della DAF Daffodil 32 e sostituita dalla DAF 46.

## Il contesto
La vettura fu disegnata dall'italiano Giovanni Michelotti e venne presentata nel settembre del 1966 dopo due anni di studi.
Come per tutti gli altri modelli della casa olandese anche la 44 si caratterizzava dalla presenza di un cambio automatico a variazione continua progettato e brevettato dalla DAF, il Variomatic.
Il motore era un bicilindrico boxer raffreddato ad aria da 844 cm³ di cilindrata con alimentazione a singolo carburatore, erogante 34 CV e in grado di spingere il veicolo fino ai 123 km/h (dichiarati dalla casa). La configurazione della vettura era quella classica del tempo con motore anteriore e trazione posteriore.
Il modello riscosse un discreto successo di vendita e negli otto anni di vita beneficiò anche di un piccolo restyling estetico mentre per quanto riguarda le parti sotto il cofano una delle modifiche più importanti riguardò l'impianto elettrico che passò dai 6 V iniziali ai canonici 12 V.
Oltre alla classica versione berlina 2 porte e 4 posti ne venne tratta anche una versione per il trasporto di merci e una versione giardinetta con portellone posteriore.
Venne anche impiegata in alcune competizioni rallystiche nella classe delle piccole cilindrate, sia in campo nazionale olandese che in alcuni dei maggiori rally internazionali.